# Paul Franke
Paul Franke, född 1888, död 1950, var en tysk vinteridrottare som var aktiv inom konståkning under 1920-talet. Han medverkade vid olympiska spelen i Saint Moritz 1928 och kom på 12:e plats.